# 風上の丘から
『風上の丘から』（かざかみのおかから）は、日本の歌手・和田光司の2枚目のスタジオ・アルバム。

## 概要
- 「ever」から、約1年5ヶ月ぶりのオリジナル・アルバムで、フル・アルバムとしては「all of my mind」以来、約9年1ヶ月ぶり。

## 収録曲
1. Opening
2. billow
3. 光り射す場所へ
4. 愛の騎士
5. ダイ・ジョウ・ブ☆
6. cogito.ergo sum ~哀愁~
7. cogito.ergo sum
8. 君がいたから
9. あなたの傍で
10. 覚醒
11. 夏の風に吹かれて
12. SEM BARREIRAS ~汚れなき時代へ~
13. All ways
14. 永遠の宝物II ~君への手紙~
15. 永遠の宝物II
16. 風上の丘から
17. Ending